# Partido de Capitán Sarmiento
Partido de Capitán Sarmiento är en kommun i Argentina.   Den ligger i provinsen Buenos Aires, i den centrala delen av landet, 140 km väster om huvudstaden Buenos Aires. Antalet invånare är 12 854.
Trakten runt Partido de Capitán Sarmiento består till största delen av jordbruksmark. Runt Partido de Capitán Sarmiento är det glesbefolkat, med 18 invånare per kvadratkilometer.